# 太平镇 (西充县)
太平镇，是中华人民共和国四川省南充市西充县下辖的一个乡镇级行政单位。

## 行政区划
太平镇下辖以下地区：
育英街社区、太平村、王家嘴村、大轮寺村、壁山垭村、谢侯庙村、东乐庙村、转山河村、麻树沟村、楠木庙村、张家坝村、李家咀村、巴岩店村、草坝场村、麻柳垭村、龙门垭村和乐河寺村。